# Willie Toweel
Willie Michael Toweel, född 6 april 1934 i Benoni i Gauteng, död 25 december 2017, var en sydafrikansk boxare.
Toweel blev olympisk bronsmedaljör i flugvikt i boxning vid sommarspelen 1952 i Helsingfors.